# Śródmieście (Sosnowiec)
Śródmieście – centralna, historyczna dzielnica Sosnowca, wyznaczająca obręb ścisłego centrum miasta. Znajduje się tu Urząd Miejski w Sosnowcu, katedra diecezji sosnowieckiej oraz wiele innych ważnych urzędów i instytucji, a także organizacji i podmiotów obsługujących codziennie tysiące mieszkańców. Tutaj też koncentruje się życie kulturalne i towarzyskie oraz znajduje się największy w mieście węzeł transportu pasażerskiego. Ostatnimi laty, wskutek ekspansji hipermarketów, na dalszy plan schodzi rola handlowa Śródmieścia, a jego nierozwiązanym problemem pozostaje brak bazy noclegowej, niezagospodarowane atrakcyjne tereny oraz zjawiska patologiczne wśród mieszkańców, które wpływają na bezpieczeństwo tej wciąż pełnej kontrastów dzielnicy.
Od północy styka się z Pogonią, następnie graniczy od północnego wschodu z Sielcem (wzdłuż rzeki Czarna Przemsza), od południowego wschodu z Dębową Górą i Radochą (właściwie z historyczną Ostrą Górką), od południa fragmentami z Katowicami i Mysłowicami (z którymi granicę wyznacza rzeka Brynica), a od zachodu ze Starym Sosnowcem, wzdłuż torowiska historycznej Kolei Warszawsko-Wiedeńskiej, ze stacją graniczną Sosnowiec Główny. Ich uruchomienie w 1859 r. stało się bezpośrednią przyczyną dynamicznego rozwoju osady, będącej wkrótce w wyniku dużego napływu ludności „największą wsią w Europie”. W latach 60. XIX wieku na obszarze dzisiejszego Śródmieścia istniały huta cynku „Romania”, kopalnia odkrywkowa węgla kamiennego „Pogonia”, a później „Feliks”, fabryka bieli cynkowej i walcownia blachy cynkowej „Emma”. Dzięki osiedlającym się w rejonie przydworcowym Żydom rozwijał się handel i rzemiosło. Pomimo ograniczeń wynikających z carskiego zakazu budowy i naprawy domów w pasie przygranicznym, który obejmował około 1574 metry, w miejscu wyciętego lasu powstawały pierwsze budynki. Pojawiły się zalążki dzisiejszej ulicy 3 Maja i Modrzejowskiej, a kształt linii kolejowej  poprowadzonej z obszaru stacyjnego do okolicznych kopalni węglowych wyznaczył przebieg ulicy Warszawskiej. Ze składek pracowników kolei i okolicznych mieszkańców w 1862 r. zbudowano w rejonie dworca kościół kolejowy, a w 1879 r. uruchomiono hutę szkła. Od 1887 r. południową częścią dzielnicy przebiegał historyczny szlak  szerokotorowej Kolei Iwangorodzko-Dąbrowskiej, ze stacją Sosnowiec Południowy, który również odegrał istotną rolę w rozwoju gospodarczym najpierw osady, a później od 1902 r. miasta. Śródmieście ukształtowało się na obszarze wsi Sosnowice (Stary Sosnowiec), która współtworzyła osadę Sosnowiec. Oddzieliło się od niej umownie jako dzielnica dla podkreślenia jego miejskiego i centralnego charakteru. W 2014 r. dzielnicę zamieszkiwało ponad 29 tys. osób.
W dzielnicy wyodrębnia się:
- osiedle Naftowa

## Zabytki[9]
- Bazylika katedralna Wniebowzięcia Najświętszej Maryi Panny w Sosnowcu
- Kościół pw. Najświętszego Serca Pana Jezusa
- Dworzec kolejowy Sosnowiec Główny
- Budynek Teatru Zagłębia

## Kultura

Zagłębiowska Mediateka

- Sala Widowiskowo - Koncertowa „MUZA”
- Zagłębiowska Mediateka
- Kino Helios
- Kino Cinema City
- Teatr Zagłębia

## Inne obiekty i miejsca

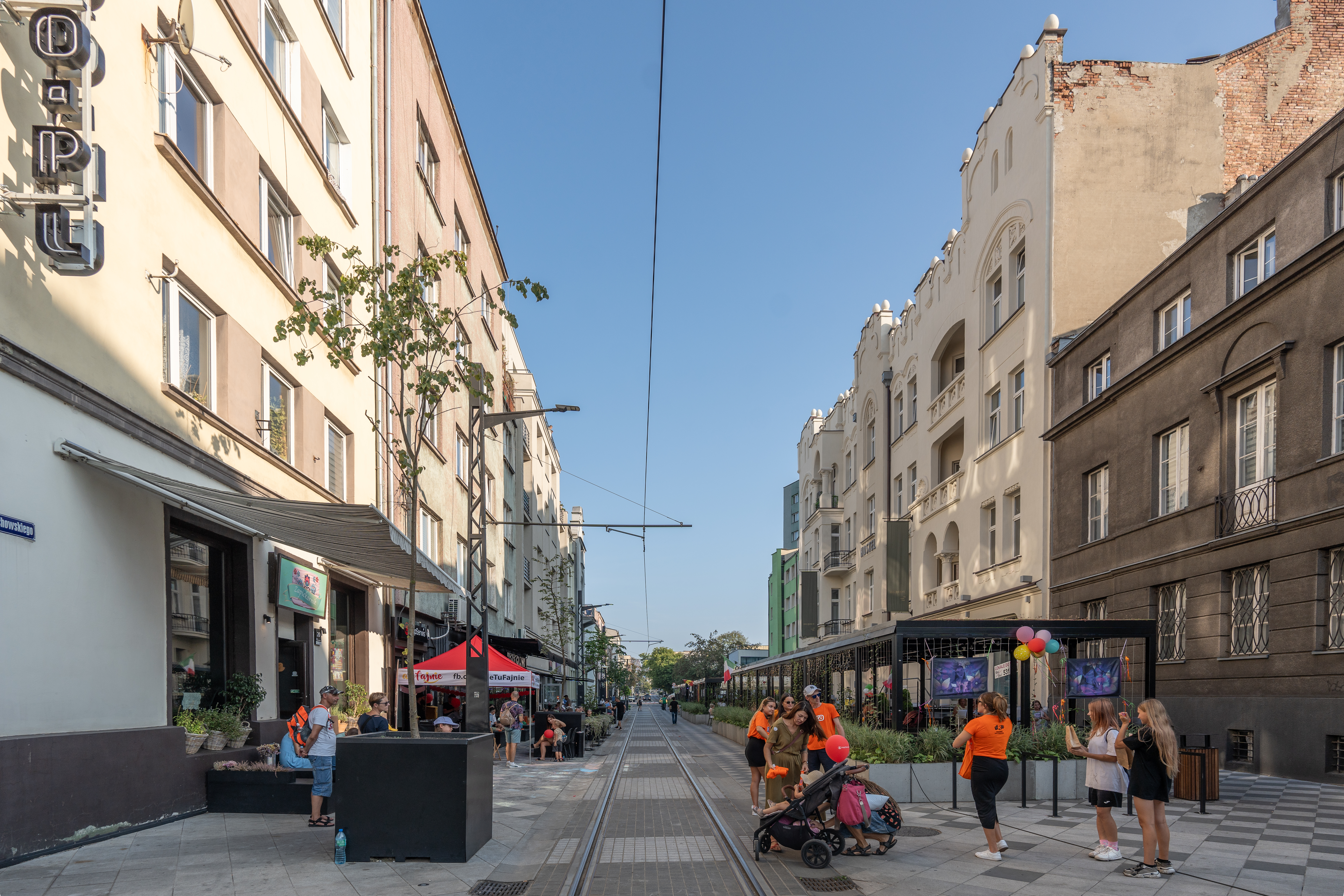
Ulica Małachowskiego

- Pomnik Jana Kiepury
- Plac Stulecia
- Sosnowiecki Szpital Miejski[10]
- Centrum handlowe Plaza
- Budynek Urzędu Miejskiego przy Alei Zwycięstwa[11]
- Dworzec autobusowy przy ulicy Ignacego Mościckiego
- Dworzec kolejowy Sosnowiec Południowy